# Rodrigo Cabrera
Pour les articles homonymes, voir Cabrera.
 (février 2023).
Rodrigo Emmanuel Cabrera Aquino, plus simplement connu sous le nom de Rodrigo Cabrera, né le 7 août 2004 à Montevideo, est un footballeur uruguayen qui joue au poste d'arrière gauche au Defensor SC.

## Biographie

### Carrière en club
Né à Montevideo en Uruguay, Rodrigo Cabrera est formé par le Defensor SC, où il commence à jouer avec l'équipe première dès janvier 2022, en match amical.

### Carrière en sélection
En décembre 2022, Rodrigo Cabrera est convoqué pour la première fois avec l'équipe d'Uruguay des moins de 20 ans, prenant part à un match amical contre le Pérou,.
Le 3 janvier 2023, il est appelé par Marcelo Broli pour le Championnat d'Amérique du Sud des moins de 20 ans qui commence à la fin du mois,.
L'Uruguay termine deuxième du championnat, ne cédant sa première place au Brésil que lors de la dernière journée, à la faveur d'une défaite contre ces derniers,,.

## Palmarès
Uruguay -20 ans
- Championnat d'Amérique du Sud
  - Vice-champion en 2023